# Trijodid
A trijodid egy három jódot tartalmazó ion, képlete I−3. Jodidok és jód reakciójával keletkezik. Egyes vegyületeit izolálták, például a tallium(I)- (Tl+I−3) és az ammónium-trijodidot (NH+4I−3). A trijodidion oldata vörös.

## Nevezéktan
Más, a „trijodid” szót tartalmazó nevű vegyületek tartalmazhatnak három, egymáshoz nem a trijodidionban látható módon kapcsolódó jódot, melyek ehelyett önálló jódatomokként vagy jodidionokként vannak jelen. Ilyenek például a nitrogén- (NI3) és a foszfor-trijodid (PI3, ahol egy központi atomhoz kovalensen kapcsolódnak önálló jódatomok. Mivel egyes ionok, például az ammóniumion képesek trijodid- és jodidiont tartalmazó vegyületet is alkotni, a jódot 3:1 arányban tartalmazó vegyületek csak akkor érdemes trijodidnak nevezni, ha a trijodidion van jelen. Segíthet továbbá a fémion oxidációs számának megadása, ahol megfelelő. Például a kovalens gallium-trijodid (Ga2I6) esetén a gallium(III)-jodid elnevezés használható annak jelzésére, hogy jodid- és nem trijodidionok vannak jelen.

## Előállítás
Az alábbi exergonikus egyensúllyal hozható létre trijodidion:
I2 + I− ⇌ I−3
E reakcióban a jodid Lewis-bázis, a jód Lewis-sav. E folyamat hasonló a S8 nátrium-szulfiddal való reakciója (mely poliszulfidokat ad), eltekintve attól, hogy a magasabb polijodidok szerkezete elágazó.

## Szerkezet és kötések
Az ion lineáris és szimmetrikus. A VSEPR-elmélet alapján a központi jódnak 3 ekvatoriális nem kötő elektronpárja van, a terminálisak axiálisan kapcsolódnak lineáris elrendezésben a központi jód 3 elektronpárja miatt. A molekulapálya-modell alapján a hipervalens kötés gyakori magyarázata három központú négyelektronos kötést tartalmaz. Az I–I kötés hosszabb a kétatomos jódban lévőnél.
Az ionvegyületekben a trijodid kötéshosszai és -szöge a kationtól függnek. A trijodid könnyen polarizálható, és sok sóban az egyik I–I kötés rövidebb a másiknál. Csak nagy kationok, például kvaterner ammóniumionok, mint amilyen a N(CH3)+4, maradhat a trijodid nagyjából szimmetrikus.
Oldatban a trijodid kötéshosszai és -szöge az oldószer természetétől függnek. Protikus oldószerekben a trijodid töltése gyakran lokalizálódik, így az aszimmetrikussá válik. Például metanolban aszimmetrikus V alakú szerkezete van, ahol a töltés az ion hosszabbik végén van.
A trijodid [Ia−Ib−Ic]− kötéseinek hosszai és szöge néhány mintavegyületben:
| vegyület            | Ia−Ib (pm) | Ib−Ic (pm) | szög (°) |
| ------------------- | ---------- | ---------- | -------- |
| TlI3                | 306,3      | 282,6      | 177,9    |
| RbI3                | 305,1      | 283,3      | 178,11   |
| CsI3                | 303,8      | 284,2      | 178,00   |
| NH4I3               | 311,4      | 279,7      | 178,55   |
| I−3 (metanolban)[6] | 309,0      | 296,0      | 152,0    |

## Tulajdonságok
A trijodidion a legegyszerűbb polijodid – vannak több jódot tartalmazó polijodidok is. Oldatban alacsony koncentrációban sárga, magasabb koncentrációban barna. A trijodidion felel a kékesfekete színért, mely a keményítő és a jódoldatok közti kölcsönhatásokkor jelenik meg. A jodid és az apoláris oldószerek jódoldatai nem reagálnak keményítővel.
A Lugol-oldat kálium-jodidot és kevés elemi jódot tartalmaz, így jelentős mennyiségű trijodid van az oldatban. A jódtinktúra, bár névleg elemi jód etanolos oldata, szintén tartalmaz trijodidot jodid- és víztartalma miatt.

### Fotokémia
A trijodid fotokémiai modellrendszer. Reakciómechanizmusát tanulmányozták gázfázisban, oldatban és szilárd fázisban. Gázfázisban a reakció több útvonalon halad, melyben szerepel a jódmolekula, metastabil ionok és jódgyökök, melyek két- és háromtestes disszociáció révén keletkeznek. Kondenzált fázisokban a szoros korlátok miatt a páros rekombináció gyakoribb. Oldatban a trijodidnak csak kéttestes disszociációját figyelték meg. Protikus oldószerekben a trijodidion rövidebb végén lévő jód fotogerjesztéssel leválik, tehát kéttestes a disszociáció. 
Szilárd állapotban a trijodid fotokémiáját kvaterner ammóniumionokkal, például tetrabutilammónium-trijodiddal tanulmányozták. Kiderült, hogy a szilárd állapot fotoreakció-mechanizmusa függ a fény hullámhosszától, néhány pikoszekundum alatti helyreállással vagy hosszabb, kétrészes folyamattal, mely egy tetrajodid intermedier keletkezését és bomlását tartalmazza. Továbbá a trijodid fotokémiája a jódciklusban is fontos. A nehéz jódatomok és a jól kalibrált kémiai útvonalak révén a trijodidot relativisztikus kvantumkémiai mérésekre is használják.

### Elektrokémia
A trijodid és jodid redoxireakcióit a festékkel érzékenyített napelemekhez és az akkumulátorokhoz fontos reakcióként javasolták.